# Crane (Texas)
Crane er en amerikansk by og administrativt centrum for det amerikanske county Crane County i staten Texas. I 2000 havde byen et indbyggertal på 3.191.
31°23′35″N 102°21′3″V / 31.39306°N 102.35083°V